# Triângulo inteiro
Um triângulo inteiro  é um triângulo em que todos os lados têm comprimentos que são números inteiros. Um triângulo racional pode ser definida como tendo todos os lados com comprimento racional; tal triângulo racional pode ser alterado em escala e transformado num triângulo inteiro, isso é, pode ter todos os lados multiplicado pelo mesmo número inteiro, múltiplo comum dos seus denominadores, de modo que não existe diferença substancial entre triângulos inteiros e triângulos racionais nesse sentido. Note-se, no entanto, que outras definições do termo "triângulo racional" também existem: Em 1914 Carmichael  usou o termo no sentido que usamos hoje o termo triângulo Heroniano; Michael Somos  usa para referir-se a triângulos cujas proporções de cada lado são racionais; Conway e Guy  definem um triângulo como racional com lados racionais e ângulos racionais medidos em graus, caso em que o único triângulo racional é o triângulo equilátero de lados racionais.